# Mary Hart Carr
Mary Oliver Hart Carr (* 16. Februar 1913 in Carthage, Tennessee; † 28. Mai 1988 in Nashville, Tennessee) war eine US-amerikanische Politikerin. Sie fungierte vom 12. Mai 1944 bis zum 1. August 1945 als Secretary of State von Tennessee und hatte damit als erste Frau in diesem Bundesstaat ein Verfassungsamt inne.

## Werdegang
Mary Oliver Hart wurde am 16. Februar 1913 im Smith County im zentralen Norden Tennessees als Tochter von Alexander Selkirk Hart und Carrie Tolliver Hart geboren. Sie war noch im Kindesalter, als die Familie nach Nashville zog, wo sie an der damaligen Peabody Demonstration School ihren Abschluss machte, der heutigen University School of Nashville.
1934 heiratete sie den demokratischen Politiker Joe C. Carr. Ihre Tochter Carolyn kam 1936 zur Welt, ihr Sohn Joe 1940. Als ihr Ehemann 1944 zum Dienst in der US Army eingezogen wurde, um im Zweiten Weltkrieg zu kämpfen, wurde Mary Carr am gleichen Tag von Gouverneur Prentice Cooper zur Secretary of State von Tennessee ernannt. Im Jahr darauf wählte die Tennessee General Assembly sie für eine eigene volle Amtsperiode. Sie trat allerdings zurück, als ihr Ehemann vom Militärdienst zurückkehrte und seinen Posten wieder übernahm. Joe Carr amtierte insgesamt fast 27 Jahre als Secretary of State.
Mary Carr betätigte sich anschließend noch in einer Reihe bürgerschaftlicher Organisationen. Sie starb 1988 in Nashville und wurde auf dem dortigen Woodlawn Memorial Park Cemetery neben ihrem 1981 verstorbenen Ehemann beigesetzt.